# Taschengeld (Strafvollzug)
Das Taschengeld bezeichnet im deutschen Strafvollzugsrecht diejenigen Geldbeträge, die einem bedürftigen Gefangenen gewährt werden, wenn er ohne sein Verschulden kein Arbeitsentgelt oder keine Ausbildungsbeihilfe erhält.
Nach § 46 StVollzG wird ein angemessenes Taschengeld gezahlt, sofern der Gefangene nicht seine Arbeitspflicht nach § 41 StVollzG erfüllen kann und keine Einkünfte erzielt. Der Gefangene kann dies unter anderem für den Einkauf verwenden (§ 22 StVollzG).
Aufgrund der unterschiedlichen Regelungen der Strafvollzugsgesetze der Länder wird der angemessene Betrag unterschiedlich festgelegt. In Hessen sind dies beispielsweise derzeit etwa 30 Euro pro Monat.
Nicht verwendetes Taschengeld wird mit der Entlassung aus der Justizvollzugsanstalt ausgezahlt.